# 지프 (자동차)
지프(영어: Jeep)는 크라이슬러의 자동차 브랜드다. '지프'라는 이름의 뜻은 트렁크에 뒷바퀴(엑스트라 wheel)이가 달린 SUV/Convertible 을 의미하며, 대부분의 지프 자동차들은 SUV이다. 지프는 세계적으로 4륜 구동차의 대명사이다. 지프는 주로 군용 자동차로 많이 사용되었으며, 2009년에는 지프의 이름을 걸고 캐주얼 의류 브랜드를 만들었다. 현재 이탈리아의 축구 리그 세리에 A의 축구단 중 유벤투스 FC 스폰서십이기도 하다.

## 역사
본래 지프는 1940년 7월 제2차 세계 대전을 대비하여 미군이 군용 차량 제작사로 선택한 미국 윌리스 오버랜드 사가 만든 군용차인 윌리스 MB가 시초며, 종전 후 농업용 지프를 시작으로 민수용을 내놓아서 판매를 시작했다. 윌리스는 카이저 모터스와 합병되었다가 1970년 아메리칸 모터스 코퍼레이션(American Motors Corporation)의 계열이 되었다. 이후 르노를 거쳐, 크라이슬러에 편입되어 오늘날에 이른다.

### 1940년대

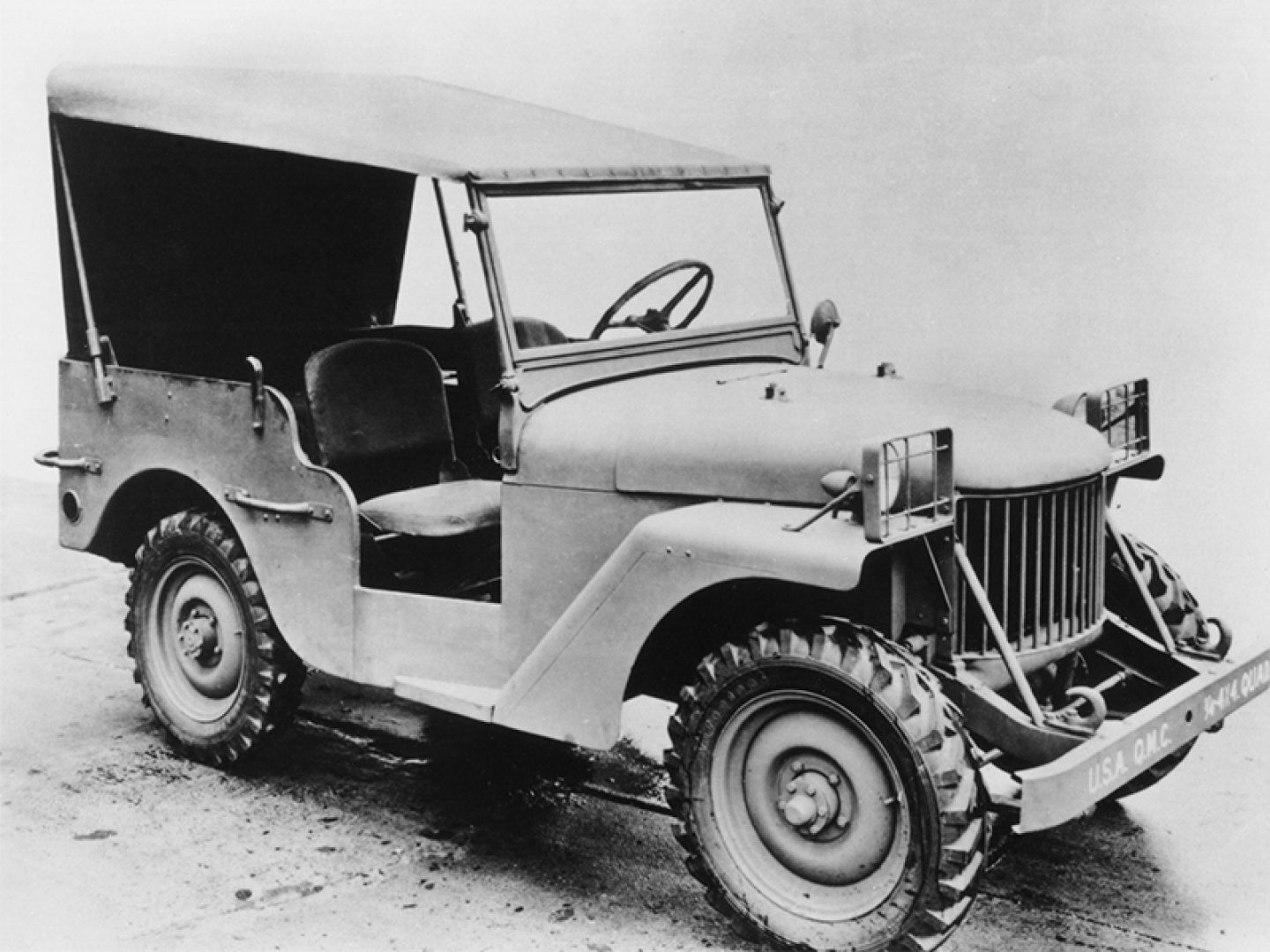
1940년에 제작된 윌리스 오버랜드 사의 시제품 QUAD

#### Willys-Overland "QUAD"
미군은 군용 차량 제작사로서 윌리스 오버랜드(Willys-Overland)와 포드(Ford)를 선정하였다. 미군은 1/4톤 급의 경량 군용차량 제작을 원하였고, 윌리스 오버랜드는 75일 만에 완성한 디자인인 1940년 11월 종전기념일(재향군인의 날)에 시제품인 QUAD를 선보였다. QUAD는 단 2대만 생산되었다.

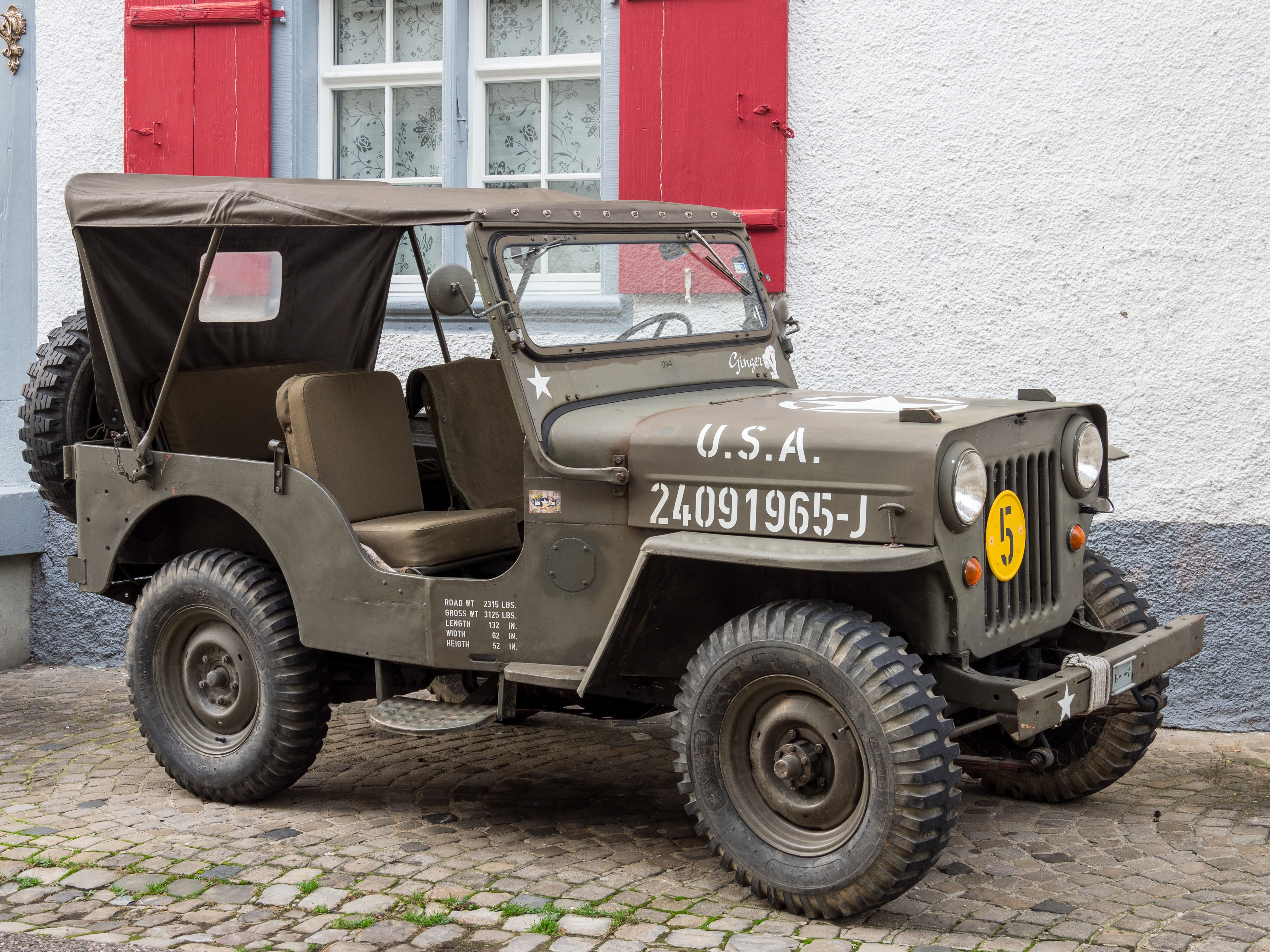
1941년 제작된 윌리스 오버랜드 사의 최종 군용 납품 자동차 MB

#### Willys-Overland "MA"
윌리스 오버랜드 사는 시제품인 QUAD를 기초로 1941년 Willys MA를 제작하였고, 기존 시제품인 QUAD보다 경량화되어 약 2,160lbs (약1톤)으로 무게가 줄었다. WIllys MA에는 스티어링 칼럼에 기어시프트 장착되어 있으며, 로우사이드 바디라인이 특징이고, 계기판의 2개의 원형 인스트루먼트 클러스터가 있고, 좌측의 핸드 브레이크가 있다. 

여러 테스트를 거친 MA는 1941년 7월 대당 $739.74에 16,000대의 개조된 MB 생산 계약을 체결하였고 1941년부터 1945년까지 미군의 전장 속 주력 차량이 되었다.

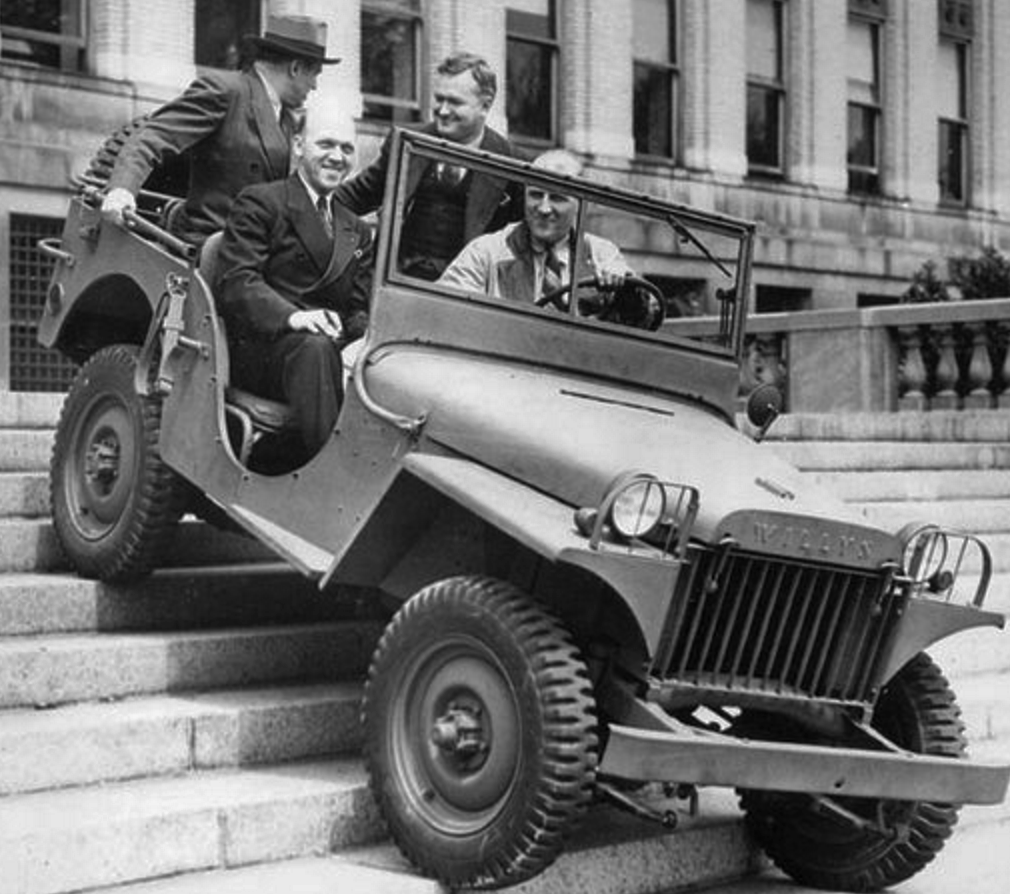
1941년 제작된 윌리스 오버랜드 사의 군용 자동차 MA

윌리스 MB는 로널드 레이건 정부 때 험비로 교체될 때까지 미군의 군용차로 이용됐으며, 지프 랭글러가 윌리스 MB의 디자인 헤리티지를 이어받아 현재도 생산 중이다.
전동화에 발맞추어 플러그인 하이브리드 트림으로 4xe(4 by e)를 신설하였다.

## 대한민국에서의 지프
1950년 6.25 전쟁 때 미군들이 전쟁 중 이동하며 쓰인 자동차였는데, 전쟁이 끝난 후 대한민국 정부가 그 부서진 자동차를 재조립 하여 시발 자동차를 만들었다.
대한민국과 일본은 지프가 주력이라 지프만 판매하는 전용 전시장이 있으며, 대한민국에서 크라이슬러는 2017년 말부터 지프 브랜드만 판매하고 있다.

## 모델
- 레니게이드
- 컴패스
- 체로키
- 랭글러
- 글래디에이터
- 그랜드 체로키
- 왜고니어

## 여담
- 'Jeep'란 명칭은 General Purpose(다용도)의 앞 글자를 따서 'GP'에서 유래됐다는 설과 당시의 인기 만화로 방영되었던 <뽀빠이>에 등장하는 요술 강아지 'Eugene the Jeep'에서 유래되었다는 설도 전해온다.[3]

## 같이 보기
- 크라이슬러
- 닷지
- 지프니 - 지프에서 파생된 필리핀의 대중교통 수단